# Tiro nos Jogos Olímpicos de Verão de 2016
A competição de tiro nos Jogos Olímpicos de Verão de 2016, no Rio de Janeiro, foram disputados entre 6 e 14 de agosto no Centro Olímpico de Tiro, na região de Deodoro. Estiveram nas disputas 390 atiradores, sendo um mínimo de 219 nos nove eventos masculinos e de 147 no seis eventos femininos.
O tiro foi o esporte que realizou a primeira final nos Jogos de 2016. A norte-americana Virginia Thrasher foi a primeira campeã olímpica, na prova de carabina de ar de 10 metros. O kuwaitiano Fehaid Al-Deehani fez história ao tornar-se o primeiro Atleta Olímpico Independente a ganhar uma medalha de ouro na história dos Jogos Olímpicos, na fossa olímpica dublê masculina. O Kuwait não competiu no Rio de Janeiro por estar suspenso pelo Comitê Olímpico Internacional devido a interferências governamentais em seu Comitê Olímpico Nacional.

## Eventos
As modalidades de tiro esportivo se diferenciam em três características:
- O equipamento utilizado, que pode ser uma pistola, arma curta que pode ser disparada com apenas uma das mãos, e carabina ou espingarda, armas longas que exigem os dois membros superiores para o disparo.
- O tipo de alvo e a distância, que pode ser um alvo fixo em distâncias que variam de 10 m a 50 metros ou um prato lançado que deve ser atingido no ar.
- A posição do atirador ao disparar, em uma posição fixa, deitado, ajoelhado ou em pé, ou movimentando-se no campo de tiro.

| Equipamento                                                    | Modalidade           |       | Posição                    | Alvo |
| -------------------------------------------------------------- | -------------------- | ----- | -------------------------- | --- |
| Carabina de ar Calibre 4,5 mm / 5,5 kg                         | 10 m                 | M / F | Em pé                      | Centro do alvo: 1,4 m de altura Diâmetro total: 45,5 mm Anel central: 0,5 mm                                       |
| Carabina Calibre 5,6 mm / 8 kg                                 | 50 m                 | M     | Deitado                    | Centro do alvo: 0,75 m de altura Diâmetro total: 154,4 mm Anel central: 10,4 mm                                    |
| Carabina três posições Calibre 5,6 mm / 6,5 kg (F) ou 8 kg (M) | 50 m                 | M / F | Ajoelhado, deitado e em pé | Centro do alvo: 0,75 m de altura Diâmetro total: 154,4 mm Anel central: 10,4 mm                                    |
| Pistola de ar Calibre 4,5 mm / 1,5 kg                          | 10 m                 | M / F | Em pé                      | Centro do alvo: 1,4m de altura Diâmetro total: 155,5mm Anel central: 11,5mm                                        |
| Pistola Calibre 5,6 mm / 1,4 kg                                | 25 m                 | F     | Em pé                      | Centro do alvo: 1,4 m de altura Diâmetro total: 500 mm Anel central: 50 mm                                         |
| Pistola Calibre 4,5 mm / 1,5 kg                                | 50 m                 | M     | Em pé                      | Centro do alvo: 0,7 5m de altura Diâmetro total: 500 mm Anel central: 100 mm                                       |
| Pistola (tiro rápido) Calibre 5,6 mm / 1,4 kg                  | 25 m                 | M     | Em pé                      | Centro do alvo: 1,4 m de altura Diâmetro total: 500 mm Anel central: 100 mm                                        |
| Espingarda                                                     | Fossa olímpica       | M / F | Em pé, em cinco pontos     | O alvo é um prato com 109,5 mm de diâmetro, com peso médio de 100 g, lançado a uma velocidade máxima de 88,5 km/h. |
| Espingarda                                                     | Fossa olímpica dublê | M     | Em pé, em cinco pontos     | O alvo é um prato com 109,5 mm de diâmetro, com peso médio de 100 g, lançado a uma velocidade máxima de 88,5 km/h. |
| Espingarda                                                     | Skeet                | M / F | Em pé, em oito pontos      | O alvo é um prato com 109,5 mm de diâmetro, com peso médio de 100 g, lançado a uma velocidade máxima de 88,5 km/h. |

## Qualificação
Foram colocadas em disputa trezentas e cinquenta e sete vagas, 214 masculinas e 143 femininas, das trezentas e noventa disponíveis.
Cada Comitê Olímpico Nacional (CON) pode qualificar até trinta atiradores, dois para cada modalidade, dezoito no masculino e doze no feminino.
Todos os atiradores inscritos devem ter alcançado a pontuação de qualificação mínima (MQS) na fase classificatória de um dos eventos de qualificação, independente de sua posição na fase final. Caso um atirador qualificado em um dos eventos tenha obtido índice em outras modalidades e o limite de sua representação não tenha sido atingido, ele pode ser inscrito em cada uma dessas modalidades.

## Formato de disputa
Todas as modalidades disputadas nos Jogos Olímpicos mais recentes consistem em uma fase de qualificação e uma fase final. Em 2012, a Federação Internacional de Tiro Esportivo (ISSF) padronizou as regras da disputa olímpica e a pontuação passou a ser zerada para a fase final, em todas as modalidades.
Fase qualificatória
| Modalidade                  | Modalidade | Regra |
| --------------------------- | ---------- | --- |
| Carabina de ar 10 m         | masculino  | 60 tiros em 75 minutos                                                                                                  |
| Carabina de ar 10 m         | feminino   | 40 tiros em 50 minutos                                                                                                  |
| Carabina deitado 50 m       | masculino  | 60 tiros em 50 minutos                                                                                                  |
| Carabina em 3 posições 50 m | masculino  | 120 tiros em 2h45min 40 tiros ajoelhado, 40 deitado e 40 em pé                                                          |
| Carabina em 3 posições 50 m | feminino   | 60 tiros em 1h45min 20 tiros ajoelhada, 20 deitada e 20 em pé                                                           |
| Pistola de ar 10 m          | masculino  | 60 tiros em 75 minutos                                                                                                  |
| Pistola de ar 10 m          | feminino   | 40 tiros em 50 minutos                                                                                                  |
| Tiro rápido (pistola) 25 m  | masculino  | 60 tiros em 12 séries de cinco tiros, com tempo variável de 8, 6 e 4 segundos                                           |
| Pistola 25 m                | feminino   | 60 tiros em 12 séries de cinco tiros 6 séries de precisão de 5 minutos cada 6 séries de tiro rápido com 3 ou 7 segundos |
| Pistola 50 m                | masculino  | 60 tiros em 90 minutos                                                                                                  |
| Fossa olímpica              | masculino  | 5 rodadas de 25 pratos                                                                                                  |
| Fossa olímpica              | feminino   | 3 rodadas de 25 pratos                                                                                                  |
| Fossa olímpica dublê        | masculino  | 5 rodadas de 30 pratos                                                                                                  |
| Skeet                       | masculino  | 5 rodadas de 25 pratos                                                                                                  |
| Skeet                       | feminino   | 3 rodadas de 25 pratos                                                                                                  |

Fase final

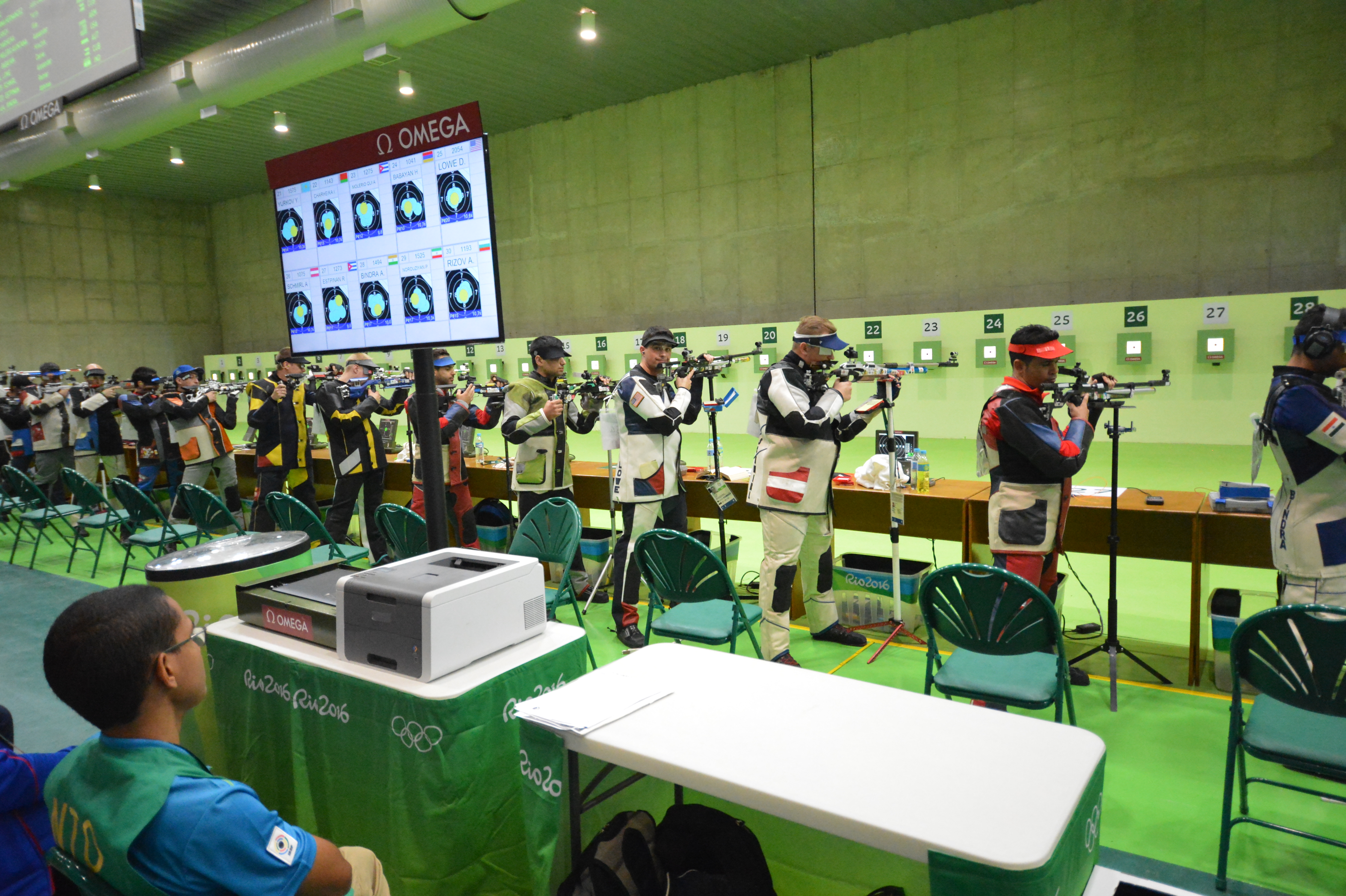
Disputas da carabina de ar de 10 m no Centro Nacional de Tiro.

Nas provas de alvo fixo, os oito melhores atiradores passam para a fase final, disputada em duas séries de três tiros, em 150 segundos, seguidas de outros catorze tiros sequenciais. Após oito tiros, as duas séries e mais dois tiros, o pior atirador é eliminado. A cada dois tiros os demais são eliminados, até que o sexto eliminado fica com o bronze e no vigésimo tiro ocorre a decisão da medalha de ouro.
Na carabina de três posições, os oito melhores atiram quinze vezes em cada posição, três séries de cinco tiros ajoelhado, em 200 segundos cada, três deitado, em 150 segundos, e duas em pé, em 150 segundos. Após as três séries, os dois piores são eliminados. Mais cinco tiros em pé são dados e a cada tiro o pior é eliminado. No penúltimo tiro o último colocado fica com o bronze e o último tiro decide a medalha de ouro.
Na pistola rápida de 25 m masculina, apenas os seis melhores passam para a fase final e disputam oito séries de cinco tiros em 4 segundos. A pontuação nesta fase é acerto, 1 ponto, ou erro, 0 ponto, com a área de acerto equivalente à pontuação de 9,7. Após a quarta série o último colocado é eliminado. A cada série mais um atirador é eliminado e na penúltima série o último colocado fica com o bronze. A última série define a disputa pela medalha de ouro. Já na versão feminina as oito melhores atiradoras passam para a semifinal e efetuam cinco séries de cinco tiros rápidos. A pontuação nesta fase é acerto, 1 ponto, ou erro, 0 ponto, com a área de acerto equivalente à pontuação de 10,2. As duas melhores na semifinal disputam a medalha de ouro e terceira e quarta colocadas disputam o bronze. As disputas de medalhas são disputadas série-a-série. A pontuação para cada série vencida a atiradora recebe 2 pontos e o empate vale 1 ponto para cada. Vence a atiradora que somar sete pontos. Nestas provas, em caso de empate na eliminação, os empatados disputam um desempate (shoot-off).
Na fase qualificatória da fossa olímpica, em cada rodada o atirador entra na área de tiro com até outros seis atletas. A área de tiro tem cinco estações, pontos de número 1 a 5 de onde o atirador dispara. Cada atirador tenta acertar os pratos, uma vez em cada estação, em sequência da esquerda para a direita.
- Na fossa olímpica simples um prato é lançado por vez e, durante a fase de qualificação, dois tiros podem ser disparados em cada alvo;
- Na fossa olímpica dublê dois pratos são lançados por vez.

A semifinal e as disputas de medalhas são disputadas em quinze pratos na simples e quinze pares na dublê. Apenas os seis melhores passam para a fase semifinal. Os dois melhores na semifinal disputam a medalha de ouro e terceiro e quarto colocados disputam o bronze. Em caso de empate os atiradores disputam séries-desempate (shoot-off).
Por fim, na fase qualificatória do skeet, em cada rodada o atirador entra na área de tiro com até outros seis atletas. A área de tiro tem cinco estações, pontos de número 1 a 8 de onde o atirador dispara, e duas áreas de lançamento. O atirador tenta acertar os vinte e cinco pratos que são lançados de acordo com um esquema determinado para cada estação, que pode ser com um ou dois pratos lançados de cada base. A semifinal e as disputas de medalhas são disputadas em oito pares de pratos. Apenas os seis melhores passam para a fase semifinal e os dois melhores na semifinal disputam a medalha de ouro e o terceiro e quarto colocados disputam o bronze.

## Calendário
Este é o calendário dos eventos de tiro nos Jogos Olímpicos Rio 2016:
|                             | Sábado 6 ago | Sábado 6 ago | Domingo 7 ago | Domingo 7 ago | Segunda 8 ago | Segunda 8 ago | Terça 9 ago | Terça 9 ago | Quarta 10 ago | Quarta 10 ago | Quinta 11 ago | Quinta 11 ago | Sexta 12 ago | Sexta 12 ago | Sábado 13 ago | Sábado 13 ago | Domingo 14 ago | Domingo 14 ago |
| Masculino                   | Masculino    | Masculino    | Masculino     | Masculino     | Masculino     | Masculino     | Masculino   | Masculino   | Masculino     | Masculino     | Masculino     | Masculino     | Masculino    | Masculino    | Masculino     | Masculino     | Masculino      | Masculino      |
| --------------------------- | ------------ | ------------ | ------------- | ------------- | ------------- | ------------- | ----------- | ----------- | ------------- | ------------- | ------------- | ------------- | ------------ | ------------ | ------------- | ------------- | -------------- | -------------- |
| Pistola de ar 10 m          | Qual.        | Final        |               |               |               |               |             |             |               |               |               |               |              |              |               |               |                |                |
| Fossa olímpica              |              |              | Qual.         | Qual.         | Qual.         | Final         |             |             |               |               |               |               |              |              |               |               |                |                |
| Carabina de ar 10 m         |              |              |               |               | Qual.         | Final         |             |             |               |               |               |               |              |              |               |               |                |                |
| Pistola 50 m                |              |              |               |               |               |               |             |             | Qual.         | Final         |               |               |              |              |               |               |                |                |
| Fossa olímpica dublê        |              |              |               |               |               |               |             |             | Qual.         | Final         |               |               |              |              |               |               |                |                |
| Carabina deitado 50 m       |              |              |               |               |               |               |             |             |               |               |               |               | Qual.        | Final        |               |               |                |                |
| Skeet                       |              |              |               |               |               |               |             |             |               |               |               |               | Qual.        | Qual.        | Qual.         | Final         |                |                |
| Pistola rápida 25 m         |              |              |               |               |               |               |             |             |               |               |               |               | Qual.        | Qual.        | Qual.         | Final         |                |                |
| Carabina em 3 posições 50 m |              |              |               |               |               |               |             |             |               |               |               |               |              |              |               |               | Qual.          | Final          |
| Feminino                    |              |              |               |               |               |               |             |             |               |               |               |               |              |              |               |               |                |                |
| Carabina de ar 10 m         | Qual.        | Final        |               |               |               |               |             |             |               |               |               |               |              |              |               |               |                |                |
| Pistola de ar 10 m          |              |              | Qual.         | Final         |               |               |             |             |               |               |               |               |              |              |               |               |                |                |
| Fossa olímpica              |              |              | Qual.         | Final         |               |               |             |             |               |               |               |               |              |              |               |               |                |                |
| Pistola 25 m                |              |              |               |               |               |               | Qual.       | Final       |               |               |               |               |              |              |               |               |                |                |
| Carabina em 3 posições 50 m |              |              |               |               |               |               |             |             |               |               | Qual.         | Final         |              |              |               |               |                |                |
| Skeet                       |              |              |               |               |               |               |             |             |               |               |               |               | Qual.        | Final        |               |               |                |                |

## Medalhistas
Masculino
| Evento                   | Ouro                                                  | Prata                           | Bronze                                                  |
| ------------------------ | ----------------------------------------------------- | ------------------------------- | ------------------------------------------------------- |
| Pistola de ar 10 m       | Hoàng Xuân Vinh VIE Vietnã                            | Felipe Wu BRA Brasil            | Pang Wei CHN China                                      |
| Tiro rápido 25 m         | Christian Reitz GER Alemanha                          | Jean Quiquampoix FRA França     | Li Yuehong CHN China                                    |
| Pistola livre 50 m       | Jin Jong-oh KOR Coreia do Sul                         | Hoàng Xuân Vinh VIE Vietnã      | Kim Song-guk PRK Coreia do Norte                        |
| Carabina de ar 10 m      | Niccolò Campriani ITA Itália                          | Serhiy Kulish UKR Ucrânia       | Vladimir Maslennikov RUS Rússia                         |
| Carabina deitado 50 m    | Henri Junghänel GER Alemanha                          | Kim Jong-hyun KOR Coreia do Sul | Kirill Grigoryan RUS Rússia                             |
| Carabina 3 posições 50 m | Niccolò Campriani ITA Itália                          | Sergey Kamenskiy RUS Rússia     | Alexis Raynaud FRA França                               |
| Skeet                    | Gabriele Rossetti ITA Itália                          | Marcus Svensson SWE Suécia      | Abdullah Al-Rashidi IOA Atletas Olímpicos Independentes |
| Fossa olímpica           | Josip Glasnović CRO Croácia                           | Giovanni Pellielo ITA Itália    | Edward Ling GBR Grã-Bretanha                            |
| Fossa olímpica dublê     | Fehaid Al-Deehani IOA Atletas Olímpicos Independentes | Marco Innocenti ITA Itália      | Steven Scott GBR Grã-Bretanha                           |

Feminino
| Evento                   | Ouro                                 | Prata                             | Bronze                           |
| ------------------------ | ------------------------------------ | --------------------------------- | -------------------------------- |
| Pistola de ar 10 m       | Zhang Mengxue CHN China              | Vitalina Batsarashkina RUS Rússia | Anna Korakaki GRE Grécia         |
| Pistola livre 25 m       | Anna Korakaki GRE Grécia             | Monika Karsch GER Alemanha        | Heidi Diethelm Gerber SUI Suíça  |
| Carabina de ar 10 m      | Virginia Thrasher USA Estados Unidos | Du Li CHN China                   | Yi Siling CHN China              |
| Carabina 3 posições 50 m | Barbara Engleder GER Alemanha        | Zhang Binbin CHN China            | Du Li CHN China                  |
| Skeet                    | Diana Bacosi ITA Itália              | Chiara Cainero ITA Itália         | Kim Rhode USA Estados Unidos     |
| Fossa olímpica           | Catherine Skinner AUS Austrália      | Natalie Rooney NZL Nova Zelândia  | Corey Cogdell USA Estados Unidos |

## Quadro de medalhas

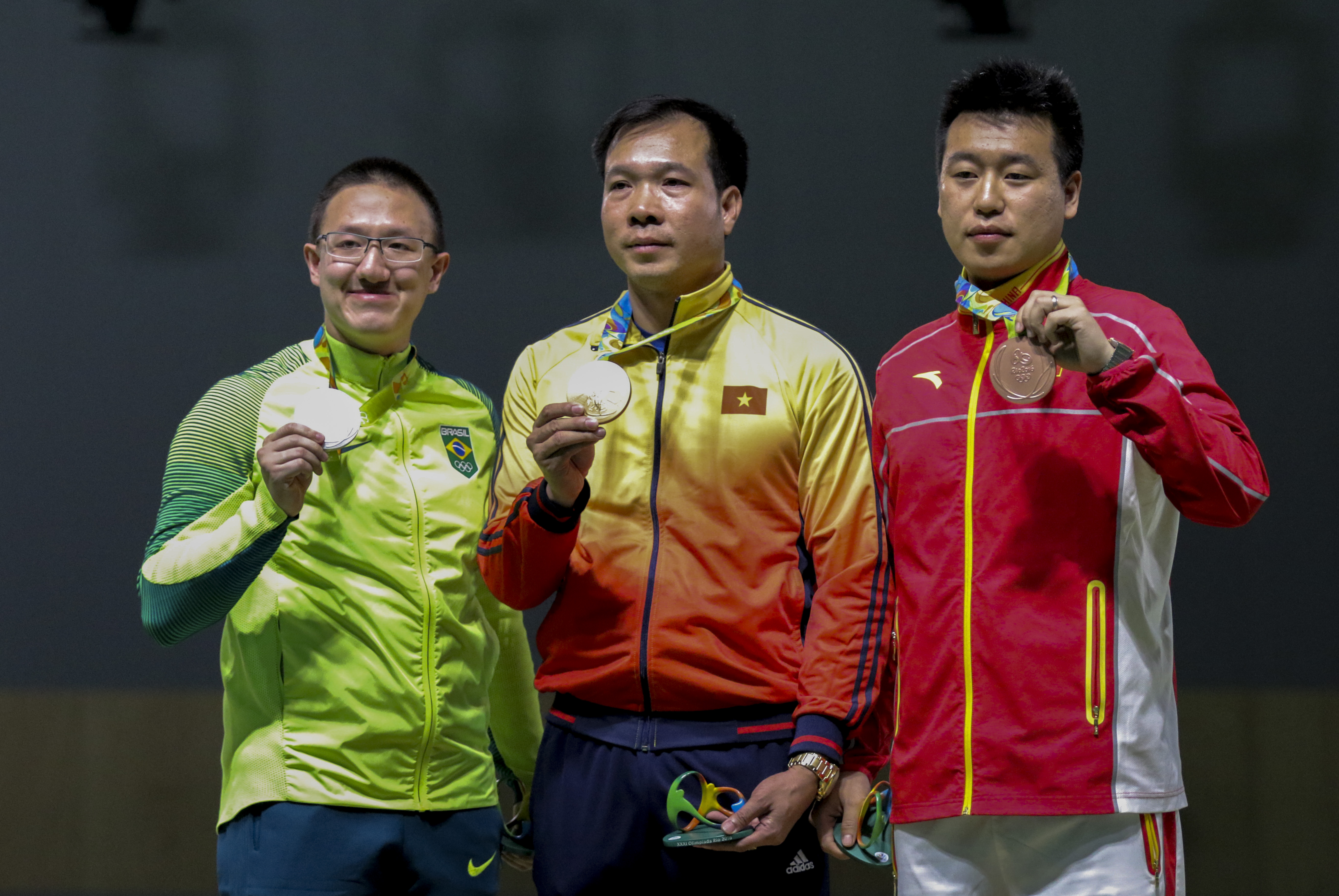
Medalhistas da prova de pistola de ar de 10 m masculino.

| Ordem | País                                | Medalha de ouro | Medalha de prata | Medalha de bronze |    | Ordem por total |
| ----- | ----------------------------------- | --------------- | ---------------- | ----------------- | -- | --------------- |
| 1     | ITA Itália                          | 4               | 3                |                   | 7  | 1               |
| 2     | GER Alemanha                        | 3               | 1                |                   | 4  | 3               |
| 3     | CHN China                           | 1               | 2                | 4                 | 7  | 1               |
| 4     | KOR Coreia do Sul                   | 1               | 1                |                   | 2  | 6               |
|       | VIE Vietnã                          | 1               | 1                |                   | 2  | 6               |
| 6     | USA Estados Unidos                  | 1               |                  | 2                 | 3  | 5               |
| 7     | GRE Grécia                          | 1               |                  | 1                 | 2  | 6               |
|       | IOA Atletas Olímpicos Independentes | 1               |                  | 1                 | 2  | 6               |
| 9     | AUS Austrália                       | 1               |                  |                   | 1  | 12              |
|       | CRO Croácia                         | 1               |                  |                   | 1  | 12              |
| 11    | RUS Rússia                          |                 | 2                | 2                 | 4  | 3               |
| 12    | FRA França                          |                 | 1                | 1                 | 2  | 6               |
| 13    | BRA Brasil                          |                 | 1                |                   | 1  | 12              |
|       | NZL Nova Zelândia                   |                 | 1                |                   | 1  | 12              |
|       | SWE Suécia                          |                 | 1                |                   | 1  | 12              |
|       | UKR Ucrânia                         |                 | 1                |                   | 1  | 12              |
| 17    | GBR Grã-Bretanha                    |                 |                  | 2                 | 2  | 6               |
| 18    | PRK Coreia do Norte                 |                 |                  | 1                 | 1  | 12              |
|       | SUI Suíça                           |                 |                  | 1                 | 1  | 12              |
| TOTAL | TOTAL                               | 15              | 15               | 15                | 45 | —               |